# Mort de dama
Mort de Dama és la primera novel·la de l'escriptor mallorquí Llorenç Villalonga, publicada per primer cop l'any 1931 en català. És considerada com una de les primeres novel·les modernes en llengua catalana de les Illes Balears. Es tracta d'una novel·la psicològica i satírica, on l'autor duu a terme una crítica a pràcticament tots els sectors de la societat mallorquina coetània exceptuant-ne l'Església. Aquesta crítica causà gran controvèrsia entre els lectors de la societat del moment, que en feu una valoració negativa: Villalonga mateix dedicava «a tots els que no s'hi enfadin».

## Recepció de la novel·la
La publicació de la novel·la de Villalonga no va passar desapercebuda per a gran part de la societat mallorquina. L'obra rebé crítiques dures a causa del to sarcàstic que gastava amb ella. De l'esquerra a la dreta, conservadors i progressistes, catalanistes i anticatalanistes, tots varen criticar durament i cruelment l'obra de Villalonga. Tot i això, pareix que la noblesa, encara que també fou criticada, restà impassible, potser perquè no va llegir-la o no n'havia sentit a parlar.
Un exemple d'aquesta crítica a l'obra fou la realitzada per membres de l'Escola mallorquina, malgrat que aquesta pugui resultar un poc contradictòria. Encara que aquests autors volien que aparegués una novel·la mallorquina en català i promoure-la, no varen poder acceptar Mort de Dama com a tal, i varen procedir a rebutjar-la per la virulenta forma amb què la criticava.
Entre les diverses crítiques que rebé Villalonga, destaca la de Miquel Ferrà en un article d'El Día, en què parla, molt negativament, dels personatges i dels diàlegs, i també per la ironia usada, el llenguatge i el model de realisme viperí. Arriba a aconsellar-li que abandoni el conreu de les lletres.1
Això no obstant, intel·lectuals com Gabriel Alomar, Joaquim Verdaguer i Màrius Verdaguer tingueren una impressió positiva de l'obra. A Catalunya, l'obra passà gairebé desapercebuda.

## Idioma
En un primer moment, un dels grans dubtes que sorgeixen amb la lectura de l'obra és per què havia utilitzat l'autor el català en comptes d'un altre idioma, com ara el francès o el castellà. Encara que Villalonga es burlava dels qui l'utilitzaven i tenia poca fe en les possibilitats d'aquesta llengua, cal destacar que abans d'escriure-hi l'obra, havia escrit diversos treballs en català. Una possible solució a la pregunta és que amb el català volia donar-hi més plasticitat a l'obra, és a dir, per enfrontar-se amb més facilitat a la societat mallorquina.

## Personatges
Els personatges reben un tractament caricaturesc que els estilitza convertint-los en vertaderes figures esperpèntiques.
L'exemple més característic és el de dona Obdúlia que se'ns presenta a través d'una magnifica paròdia d'ella mateixa i de l'aristocràcia mallorquina que ve a simbolitzar. Tot i així el novel·lista no pot dissimular un moviment d'admiració cap a  la forta personalitat de la dama que la situa damunt de l'estultícia d'un marquès de Collera, de la mesquinesa d'una Remei Huguet, o d'una senyora Gradolí, o fins i tot d'una elegantíssima Maria Antònia de Bearn.
Qui inspirà aquest personatge fou Rosa Ribera Carbonell, una tia de Villalonga que freqüentava el domicili parental, i les rareses de la qual irritaven la família.

## Edicions
Aparegué una primera edició l'any 1931, amb un pròleg de Gabriel Alomar i firmada per "Dhey", el pseudònim que solia utilitzar l'autor per firmar els seus articles a la premsa mallorquina.
Aquesta edició fou seguida ràpidament per la segona. Importants i nombrosos són els capítols que s'hi han anat afegint, com ho són les modificacions dels continguts. A la traducció castellana, de l'autor, publicada a la revista mensual Brisas, que Villalonga dirigia i en bona part redactava, del núm. XVIII (octubre 1935) al XXV (maig 1936), s'hi afegí el capítol XX actual, «Desvarieigs de Dona Obdúlia»; la 3a catalana (1954) hi incorporà el III, «Trenta anys enrere»; la 2a castellana, de J. Vidal Alcover, publicada a la revista Papeles de Son Armadans, tom IV, núms. 10 al 12 (gener-març) i tom V, núm. 13 abril), de l'any 1957, els capítols II, «Els primers moments»; X, «Aquell vint de gener»; XIX, «Així s'escriu la història», i XXIII, «Al carrer del Carme»; la 4a catalana (1965) i l'edició d'obres completes del 1963 hi afegiren el XVIII, «N'Aina Cohen va a veure Dona Obdúlia». En total, de la primera edició a les darreres, l'obra augmenta en set capítols.

## Estructura
La novel·la presenta una estructura vermicular, constituïda per una introducció i 25 capítols: 18 dels quals són originals i 7 d'afegits, com s'ha dit, durant les edicions següents; al llarg dels quals pot presentar algunes analepsis que confronten dues etapes de la vida de dona Obdúlia.
- Introducció: S'hi fa una lleu descripció del barri, i, tot seguit, s'explica què passa amb un incipient turisme de costums antagonistes respecte de la mentalitat del barri antic, que fa per ignorar-lo. S'hi esmenta Gabriel Alomar, un "publicista d'idees avançades", qui al capdavall també hi és una dissonància. Cap al final del capítol s'introdueixen alguns personatges i la seva situació, i es torna a insistir en l'efecte que els costums estrangers ―massa avançats per a la Mallorca retratada ― fan en el barri.

- I: Un retrat amb quatre dades genealògiques: Es fa un repàs als avantpassats de dona Obdúlia, així com a la genealogia de la seva personalitat. Esmenta què representa per a l'ànima d'aquella societat que desapareix.

- II: Els primers moments (afegit el 1957): Dona Obdúlia ja reposa al llit, i Remei, la principal assistenta de dona Obdúlia, activa tot el protocol que es duia a terme quan una persona de la seva importància moria. En aquest capítol també es presenten personatges destacables. La baronessa de Bearn (neboda política d'Obdúlia), la senyora Ramona Curt, Xim (o el noi que fumava abdullahs, personificació del mateix autor i nebot de la baronessa), dona Maria Gradolí i les seves dues filles i el director d'El Adalid. També s'anomena l'antic marit de dona Obdúlia, don Ramon de Bearn; i a una al·lota, “sa de Barcelona” (na Violeta de Palma), de la qual no parlen gens bé. Al final del capítol es parla també d'Aina Cohen, la poetessa xueta.

- III: Trenta anys enrere (afegit el 1954): En aquest capítol, hi ha la primera analepsi o escena retrospectiva, on es conta com dona Obdúlia es prepara per anar a un ball d'"es Círculo". També es produeix l'escena famosa d'un malentès que tingué amb l'Arxiduc Lluís Salvador, a causa que aquest, tot i la seva poliglòssia, no acaba de dominar els matisos de la llengua de dona Obdúlia.

- IV: En què es parla del "cometa" i es fa la història del vestit lilà: S'hi parla un poc de les pertinences de dona Obdúlia (sobretot les referents a la moda) i com, de jove, marcava tendència.

- V: Preparatius per a un viatge: Es descriuen les visites dels metges i del sacerdot a dona Obdúlia, i com ella es nega a prendre cap medicament i fins i tot esqueixa les receptes mèdiques. Bé que ja s'ha dit abans, aquesta vegada és Obdúlia mateixa qui expressa el desig de deixar tota la seva herència a Remei Huguet.

- VI: Segueix murmurant a l'antecambre: En aquest capítol ens és presentat el marqués de Collera, un polític (cap del partit conservador), arqueòleg, i president de quasi totes les associacions culturals i benèfiques de Mallorca. També es parla amb més profunditat d'Aina Cohen, i de com intentava ser acceptada entre aquesta alta societat.

- VII: La indignació i l'horror de la senyora Gradolí: Al principi del capítol, dona Gradolí expressa la seva indignació a Maria Antònia a causa del testament favorable a na Remei que es rumoreja que ha fet Obdúlia. Després, dona Obdúlia parla molt positivament d'ella mateixa de jove, i diu com ha canviat la societat.

- VIII: La mesocràcia de dona Obdúlia i les notes de Miss Carlota Nell: Al principi del capítol s'explica com ha reaccionat el barri envers la notícia de l'empitjorament de dona Obdúlia. Al final, Miss Nell, escriptora, visita Obdúlia per documentar un llibre que escriu. En unes línies ("Oh, old Spain, Passion and mystythism") que expressen uns pensaments de Miss Nell, es mostra la diferència de cultures.

- IX: Les tristeses d'Aina Cohen: Es parla encara més detalladament de la complicada situació en què es troba Aina Cohen, que no vol seguir explotant en els poemes les temàtiques recurrents de sempre; però que tampoc pot innovar molt per no descontentar cap "bàndol". Una sola frase negativa d'aquests poderosos personatges, i la carrera de Cohen podria acabar.

- X: Aquell vint de gener (afegit el 1957): Aquest capítol és una altra analepsi. A principi de capítol, en una reunió i després d'un discurs demagog de Collera, Aina Cohen presenta el seu poema davant tothom. Després es produeix una discussió de protocol per saber quina autoritat ha de presidir el sopar, si un Valois o un Habsburg.

- XI: La baronessa es confessa: Aquí presenciam la que podem dir que és l'única vegada que Maria Antònia es comporta de manera poc moral. Intenta subornar el confessor de dona Obdúlia, don Valentí, perquè primer n'espiï el testament i després, si era el cas, aconselli a la malalta un canvi a favor dels Bearn. Aquesta actitud desentona amb la imatge que se'ns presenta d'aquest personatge al llarg de la novel·la.

- XII: Depravació de la colònia estrangera: El marquès de Collera acaba de morir, per més inri, en un prostíbul. És culpa a la colònia estrangera, i d'altres "depravacions" que duen a terme, que són comentades i criticades. També s'esmenta la inestable situació econòmica de la baronessa.

- XIII: Bàbia: Se segueix parlant del turisme, aquesta cop de com es va acceptant, malgrat tot. Se'n parla de la seva evolució, de com ja no s'interessa per les peculiaritats de la cultura mallorquina.

- XIV: Equilibris d'Aina Cohen: S'hi explica com de complicat ha estat per a Cohen escriure el poema a la mort de Collera. També, com la poetessa començà aquest "ofici" i s'introduí en aquests cercles, així com la seva evolució al llarg dels anys.

- XV: A l'Ateneo: Explica el dilema, similar al d'Aina Cohen, que ha tingut l'Ateneo per escriure respecte de la mort de Collera, i en recorda un altre discurs intentant unir dues ideologies. També s'hi parla de l'Ateneo en concret.

- XVI: Una biografia vista per dos costats: La premsa va distorsionant les circumstàncies en què morí Collera. Després de fer una breu explicació de la seva carrera política, Obdúlia expressa la seva opinió: era un hipòcrita i un pocavergonya.

- XVII: Enterraments: Obdúlia té enveja de l'enterrament de Collera, i pateix per si el seu no serà tan bo. A més, es comença a cansar de Remei i de Maria Antònia, i es torna a anomenar la seva neboda de Barcelona (n'arriba a expressar certa enveja). A més, se'ns conta com Obdúlia s'enamorà d'un criat, i com després d'aquesta experiència fallida es tornà dura com una pedra.

- XVIII: Aina Cohen va a veure dona Obdúlia (afegit el 1963): Es torna a esmentar la situació de Maria Antònia, i Aina Cohen visita dona Obdúlia, qui li fa recitar uns versos.

- XIX: Així s'escriu la història (afegit el 1957): Es descriu una reunió que tenen el president del "Círculo", dos senyors de Bé Hem Dinat i el director d'El Adalid. Parlen, entre altres coses, del llibre que ha escrit Miss Nell sobre els mallorquins.

- XX: Desvarieigs de dona Obdúlia (afegit el 1936): Aquí dona Obdúlia pateix unes al·lucionacions, producte de la morfina. Es comença a sentir identificada amb Violeta, i té la impressió que és millor del que realment és.

- XXI: La meva neboda Maria Antònia: Dona Obdúlia ha canviat el testament. Tot i això, s'enorgulleix de ser la tia de Maria Antònia. Tot seguit, es fa una descripció de la personalitat de Maria Antònia.

- XXII: ... I la neboda Violesta de Palma: La impressió que té Obdúlia de Violeta va millorant, el fet que Violeta es preocupi d'ella, en millora més la impressió. Obdúlia l'excusa, dient que a totes les famílies hi ha algú així (desviat del camí ortodox), però que no per això és mala persona. El capítol convida a un cop d'ull a la vida de Violeta i inclou una analepsi en què Obdúlia la critica per dedicar-se al que es dedica.

- XXIII: Al carrer del Carme (afegit el 1957)

- XXIV: Fires i festes: Es parla un poc d'Aina Cohen, i de com a les festes intenta fer un canvi.

- XXV: Guanya el dimoni: Tot i que les festes animen dona Obdúlia, aquesta acaba morint, a més en una data especial, la de la commemoració del seu parent beat. Finalment, deixa la seva herència a Violeta. Remei i Maria Antònia es lamenten, i reconeixen el seu error amb la frase final: "Ens ha perdut esser massa decents".

## Adaptacions
Mort de Dama ha estat adaptada a l'escena un total de 3 ocasions:
- La primera, l'any 1970, per Biel Moll.
- La segona, el 1981, per Guillem Frontera.
- La tercera, el 2009, per Rafael Duran.